# Pharr (Teksas)
Pharr je grad u američkoj saveznoj državi Teksas. Prema popisu stanovništva iz 2010. u njemu je živjelo 70.400 stanovnika.